# Vincent Ford
Vincent Ford (* 10. November 1940 in Kingston; † 28. Dezember 2008 ebenda), auch Tata genannt, war ein jamaikanischer Songwriter. Bekanntheit erlangte er als vermeintlicher Schöpfer des Welthits No Woman, No Cry sowie von drei weiteren Liedern des Reggaemusikers Bob Marley. Seine Autorenschaft ist bis heute umstritten.

## Leben
Vincent Ford kam 1940 in Kingston zur Welt und wuchs in einem Sozialbau an der Spanish Town Road im Stadtteil Trenchtown auf. Aufgrund einer Diabeteserkrankung mussten ihm bereits in jungem Alter beide Beine amputiert werden, woraufhin er auf einen Rollstuhl angewiesen war. Dennoch gelang es ihm, einem jamaikanischen Zeitungsbericht zufolge, als 14-Jährigem einen anderen Jugendlichen vor dem Ertrinken zu retten. Während Ford in Trenchtown eine Suppenküche unter dem Namen Casbah führte, wurde er zu einem der engsten Freunde des jugendlichen Bob Marley. Er gab dem Teenager zu essen, ließ ihn bei sich übernachten und stellte seine Räumlichkeiten für Proben erster Inkarnationen der Wailers zur Verfügung. Ford lebte bis zu seinem Tod in unmittelbarer Nähe zum Bob Marley Museum und verbrachte viel Zeit im Gespräch mit Fans der Musiklegende.
Vincent Ford starb Ende 2008 im Alter von 68 Jahren an den Folgen von Diabetes und Bluthochdruck.

## Songwriting
Laut einem Nachruf im Independent machte Vincent Ford Bob Marley mit den Grundlagen des Gitarrenspiels vertraut. Die Frage, wie viel Einfluss er tatsächlich auf die Musik Marleys und dessen kreativen Prozess hatte, ist bis heute aber ungeklärt. Einen ersten Songwriting-Credit erhielt Ford 1974 auf dem Album Natty Dread für die Ballade No Woman, No Cry, die ein Jahr später in einer Liveversion zum Welthit wurde. Der Titel entstand angeblich in Fords Wohnung, während die beiden gemeinsam über ihre Jugend in Trenchtown sinnierten. Auf die Frage der Journalistin Vivien Goldman, ob er das Musikstück verfasst habe, antwortete Ford ausweichend. Marley-Biograph Roger Steffens erklärte, Bob Marley hätte in einem wenig bekannten Interview gegenüber der Jamaican Broadcasting Corporation 1975 zugegeben, das Lied beim Stimmen seiner Gitarre im Hof zu Fords Suppenküche (im Text als „government yard“ referenziert) selbst geschrieben zu haben.

“Tata was a man whose mouth spouted founts of wisdom. That song may very well have been a conversation that they had sitting around one night. That’s the way Bob’s creativity worked. In the end it didn’t matter. The point is Bob wanted him to have the money.”

„Tata war ein Mann, dessen Mund Fontänen der Weisheit ausspuckte. Dieser Song könnte sehr gut eine Unterhaltung gewesen sein, die sie (Ford und Bob Marley, Anm.) eines Nachts hatten. So funktionierte Bobs Kreativität. Am Ende spielte es keine Rolle. Der Punkt ist, Bob wollte, dass er das Geld bekommt.“

Vincent Ford wird außerdem als Autor der Titel Crazy Baldhead (gemeinsam mit Rita Marley), Positive Vibration und Roots, Rock, Reggae auf dem 1976 erschienenen Album Rastaman Vibration gelistet. Nach Bob Marleys Tod führte dessen früherer Manager Danny Sims von Cayman Music einen Streit um die Songrechte gegen Marleys Witwe Rita. Sims behauptete, Marley habe nach seinem 1972 erfolgten Wechsel zu Island Records Namen wie jenen von Vincent Ford als Pseudonyme benutzt, um weiterhin bestehende vertragliche Verpflichtungen mit Cayman zu umgehen. Eine Jury entschied 1987 gegen Sims und zugunsten der Marleys. Unabhängig von Vertragsdetails gilt es als wahrscheinlich, dass Marley Credits an Freunde und Verwandte vergab, um sie nachhaltig finanziell zu unterstützen. Später wird Ford noch als Co-Songwriter zweier Stücke von Bobs Sohn Stephen Marley genannt.

## Credits
Bob Marley and the Wailers
- 1974: No Woman, No Cry
- 1976: Crazy Baldhead (mit Rita Marley)
- 1976: Positive Vibration
- 1976: Roots, Rock, Reggae

Stephen Marley
- 1997: Jah Bless (mit Stephen Marley)
- 2006: Inna de Red (mit Stephen Marley)